# János Donát
János Donát (ur. 1744 w Klosterneuzell, zm. 11 maja 1830 w Peszcie) – węgierski malarz portrecista.

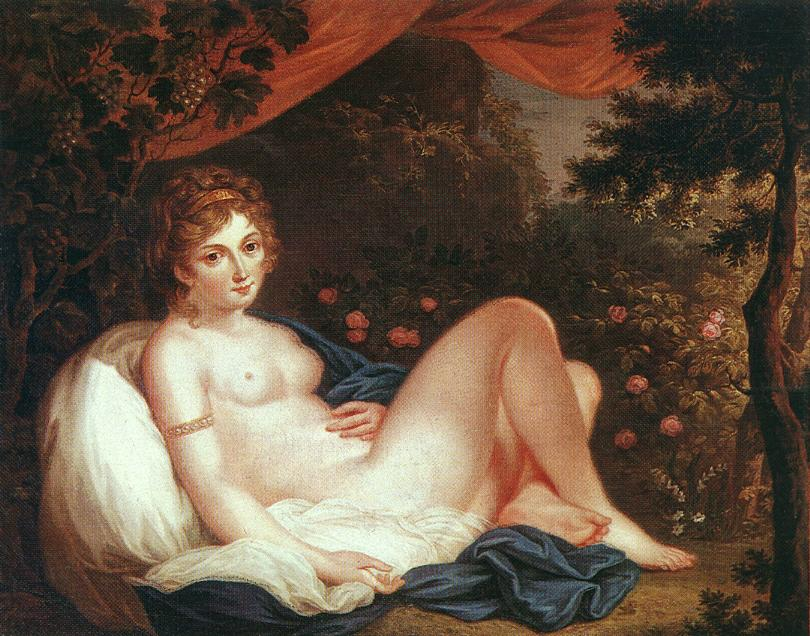
Wenus, 1810

Studiował w Wiedniu, gdzie mieszkał przez pewien czas, później w Pradze i Peszcie. Oprócz portretów malował również sceny mitologiczne (Wenus, Orfeusz i Eurydyka, Prozerpina) i religijne (Święta rodzina).